# Nikon F
Nikon F — малоформатный однообъективный зеркальный фотоаппарат, ставший родоначальником одноимённой линейки профессиональных камер Nikon. Производился корпорацией Nippon Kogaku K. K. в Японии с апреля 1959 до октября 1973 года и выпущен в количестве 862 600 экземпляров. 
Байонет F дебютировал в этом фотоаппарате, дожив до наших дней лишь с незначительными изменениями. В некоторых странах камера продавалась под названием Nikkor F, чтобы избежать путаницы с местными брендами, например, созвучным Zeiss Ikon в Германии.

## Историческая справка
На момент начала производства Nikon F в фотожурналистике доминировали малоформатные дальномерные фотоаппараты. Качество изображения цветного слайда такого размера на тот момент удовлетворяло потребностям даже журнальной полиграфии, но принципиальное ограничение фокусного расстояния сменных объективов снижало возможности, особенно при съёмке спорта и новостных сюжетов. Предельным фокусным расстоянием, доступным для точной фокусировки дальномером, считается 135 миллиметров, что недостаточно для съёмки событий с ограниченным доступом к снимаемой сцене. Среднеформатные двухобъективные «зеркалки» и пресс-камеры, более предпочтительные для съёмки журнальных иллюстраций, почти не имели сменной оптики и были неудобны для фоторепортажа. Тем не менее, однообъективные зеркальные фотоаппараты, лишённые этих ограничений, считались мало пригодными для журналистики из-за проблем, на тот момент свойственных этому типу видоискателя.
Главным достижением Nikon F можно считать преодоление большинства принципиальных недостатков однообъективной схемы, позволившее успешно конкурировать с другими типами аппаратуры. Впервые зеркальный видоискатель отображал будущий кадр полностью, благодаря усложнённой траектории движения «моргающего» зеркала. Такое зеркало, обеспечивающее постоянное визирование, на тот момент было новшеством, поскольку в большинстве фотоаппаратов оно принимало рабочее положение только после взвода затвора. Автоматический механизм прыгающей диафрагмы обеспечивал точную фокусировку и кадрирование по яркому изображению с привычной для глаза ориентацией благодаря съёмной пентапризме. Кроме того, имелись курковый взвод затвора, репетир диафрагмы и байонет большого диаметра, допускавший использование светосильной сменной оптики. Головка установки выдержек с равномерной шкалой не вращалась при взводе и срабатывании затвора, позволяя реализовать полуавтоматическое управление экспозицией механическим сопряжением с приставным экспонометром. Все эти усовершенствования уже использовались по отдельности в разных типах фотоаппаратов, но одновременно появились только в этой камере.
Благодаря всем новшествам и удачному маркетингу, Nikon F получил неожиданный успех, став в течение короткого времени «золотым стандартом» в фотожурналистике и большинстве отраслей профессиональной фотографии. Появление этой камеры стало прорывом японского фотоаппаратостроения на европейский и мировой рынки и началом господства зеркальной аппаратуры. Большую роль в успехе камеры сыграл глава американской компании EPOI Джозеф Эйренрайх, который продвинул Nikon F на ключевой для фототехники рынок США. Большинство фотодокументалистов, снимавших войну во Вьетнаме, использовали Nikon F наравне с культовой дальномерной Leica M3, а вне журналистики фотоаппарат работал в прикладных областях, ранее доступных лишь специализированным камерам. Возможность беспараллаксного визирования через оптические приборы, такие как микроскоп, телескоп или эндоскоп, обеспечила пригодность в большинстве научных сфер, недоступных дальномерным и двухобъективным аналогам. Полноценная работоспособность с шифт-объективами, впервые разработанными именно для Nikon F, позволила потеснить даже крупноформатные карданные камеры в архитектурной фотографии. Во время Летних Олимпийских игр 1964 года фотоаппарат стал настоящей сенсацией в спортивной фотожурналистике, благодаря сочетанию мощных телеобъективов «Nikkor» с моторизованной протяжкой плёнки.
Возможность съёмки крупных планов с больших расстояний, когда доступ к событию ограничен, сыграла решающую роль в отказе от дальномерной аппаратуры в пользу Nikon F большинством репортёров прессы, особенно спортивной. Вместе с тем, Nikon F стал одной из первых однообъективных зеркальных камер, оснащённых сверхширокоугольными объективами, благодаря функции предварительного подъёма зеркала. 
С точки зрения системности 35-мм фотоаппарат впервые вплотную приблизился к среднеформатной фотосистеме Hasselblad, превзойдя её по некоторым возможностям. Например, первый в зеркальных камерах приставной электропривод и кассета на 250 кадров позволяли использовать Nikon F для автономной дистанционной съёмки из труднодоступных мест, в частности, во время космических запусков. Кроме сменных объективов, видоискателей и фокусировочных экранов, на базовый модуль вместо задней крышки могла устанавливаться приставка для моментальной фотографии по технологии Polaroid. 

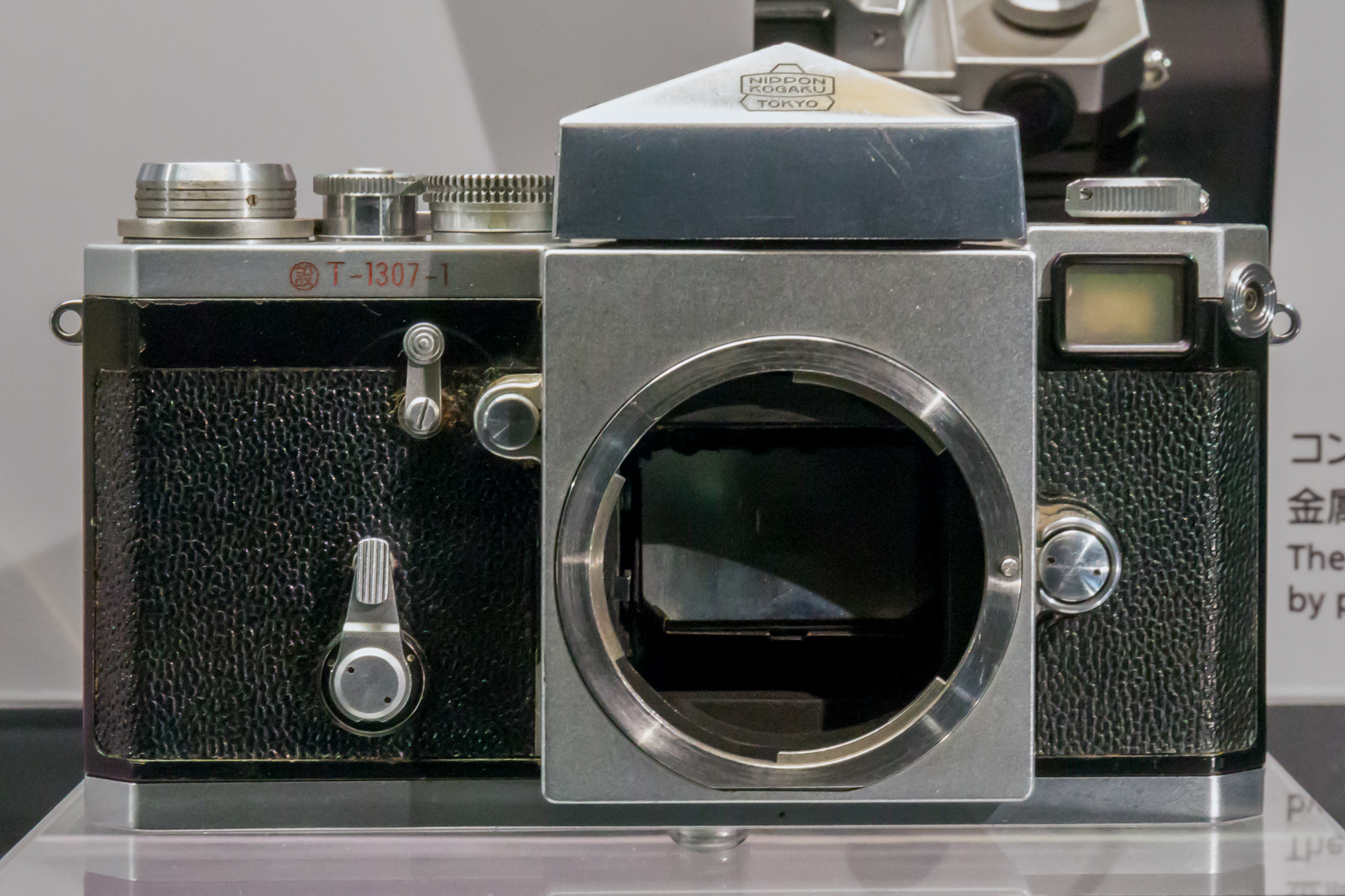
Опытный образец фотоаппарата «Nikon F», выпущенный в 1957 году

В процессе разработки камеры ей было дано название Nikon R, обозначающее зеркальную конструкцию (англ. Reflex). Однако в дальнейшем было решено отказаться от этого обозначения, и более благозвучная в Японии буква F из середины того же английского слова на несколько десятилетий стала неотъемлемым обозначением всех плёночных «Никонов». Существует версия, что серия названа по первой букве фамилии главного конструктора фотоаппарата — Масахико Фукета.
Прототипом Nikon F, как для многих первых «зеркалок», стала дальномерная камера Nikon SP, к которой добавлен модуль с зеркалом и пентапризмой. Фокальный затвор с горизонтальным движением шторок из титановой фольги впервые гарантировал 100 тысяч циклов срабатывания до первой поломки. Прочность корпуса и надёжность механики были таковы, что репортёры прозвали камеру «хоккейной шайбой». В реальной эксплуатации заявленный ресурс многократно превышался, и большинство фотоаппаратов продолжали эксплуатироваться в течение десятилетий, несмотря на появление новейших моделей. Внешний облик Nikon F, разработанный графическим дизайнером Юсаку Камекура, был удостоен премии японской ассоциации промышленных дизайнеров Good Design Award.
В целом, Nikon F оказал огромное влияние на развитие фотоаппаратостроения во всём мире. Через несколько лет большинство компаний были вынуждены наладить производство зеркальных фотоаппаратов, а новшества, внедрённые «Никоном», стали обязательными. Даже такому законодателю мод, как Ernst Leitz пришлось разработать зеркальный Leicaflex, а выпуск дальномерных моделей Leica сократить в несколько раз. В начале 1970-х появились и аналоги профессионального уровня, такие как Canon F-1, Minolta XK и Olympus OM-1. 
Одним из немногих недостатков, особенно заметных в репортажной съёмке, была трудная перезарядка из-за устаревшей конструкции съёмной задней крышки. Это неудобство было устранено лишь в следующей модели Nikon F2 с откидной крышкой.
В СССР попадали немногие экземпляры камеры, закупаемые, главным образом для центральных печатных СМИ. Известно, что Nikon F долго был любимым фотоаппаратом известного журналиста Василия Пескова.

## Видоискатели и экспонометры

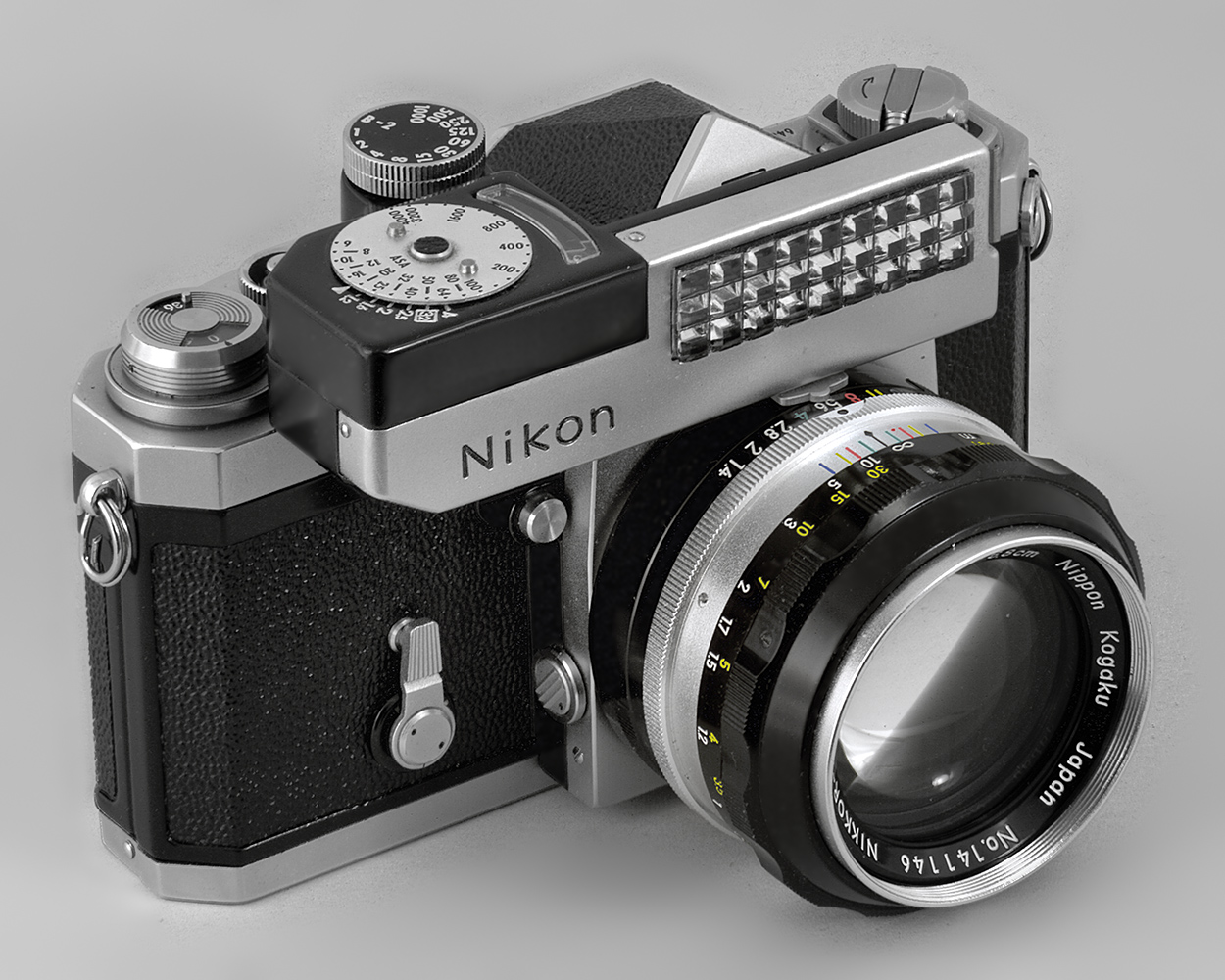
Фотоаппарат «Nikon F» с приставным селеновым экспонометром

Всё многообразие модификаций Nikon F отличается только сменными видоискателями, большинство из которых оснащались встроенным экспонометром. Корпуса и пентапризмы Nikon F выпускались в двух вариантах: чёрном и «хромированном». Чёрное исполнение предусматривало окраску всех наружных деталей корпуса чёрной эмалью. В хромированном исполнении верхняя и нижняя крышки корпуса камеры, а также передний щиток пентапризмы покрывались краской серебристого цвета.
В базовую комплектацию входила стандартная пентапризма, не оснащённая экспонометрическим устройством, которая выпускалась с незначительными изменениями до конца производства модели F. Для 1950-х годов отсутствие встроенного экспонометра было обычным явлением, так как большинство фотографов пользовались внешним прибором или определяли экспозицию эмпирически. Наиболее распространённая чёрно-белая негативная плёнка допускала существенные ошибки экспонирования, исправляемые при фотопечати. 

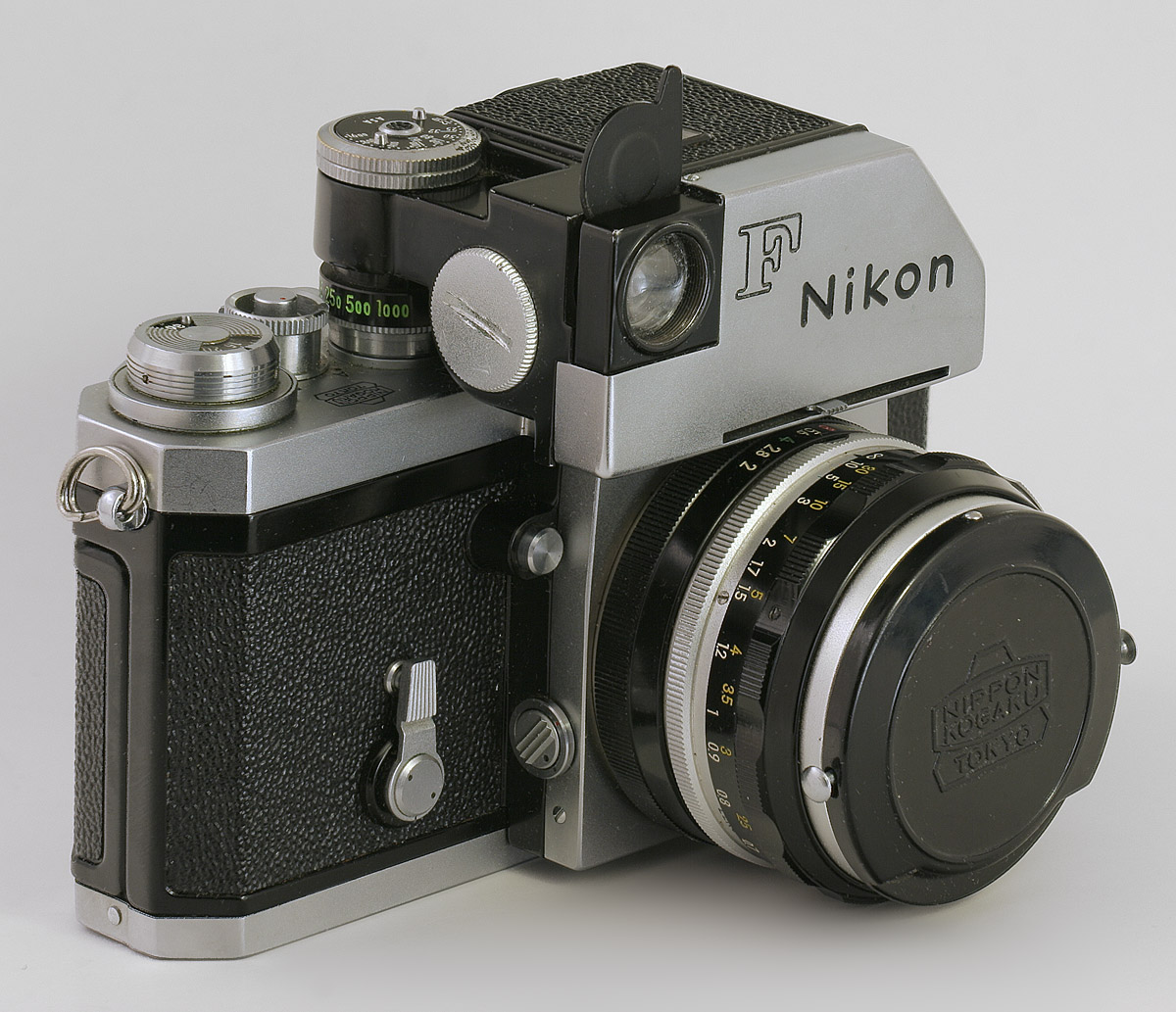
Фотоаппарат «Nikon F Photomic» с внешним CdS экспонометром на пентапризме

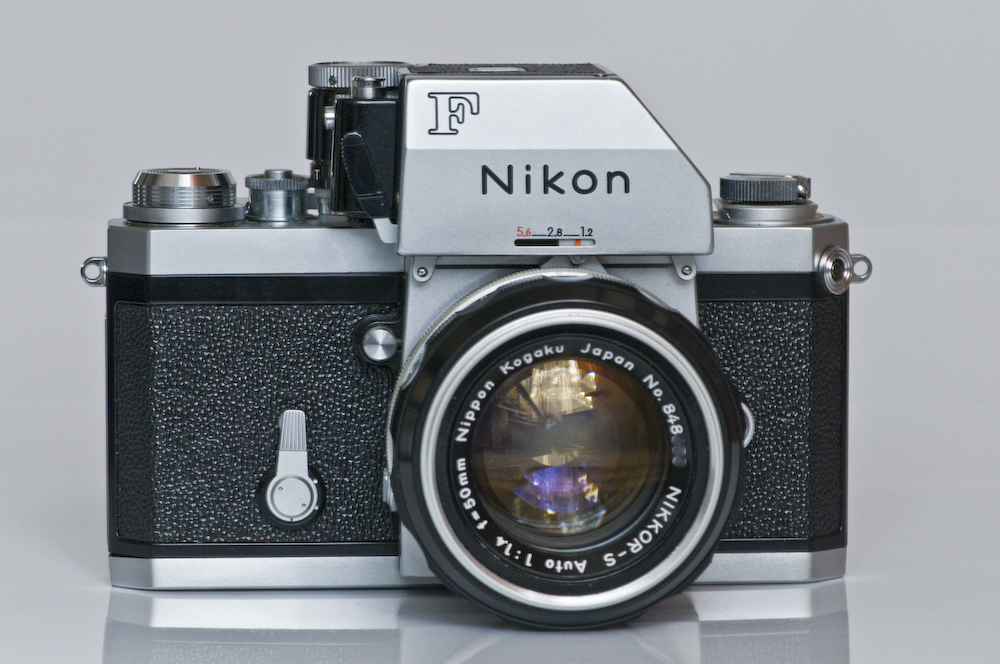
Фотоаппарат «Nikon F Photomic FTn» с TTL-замером

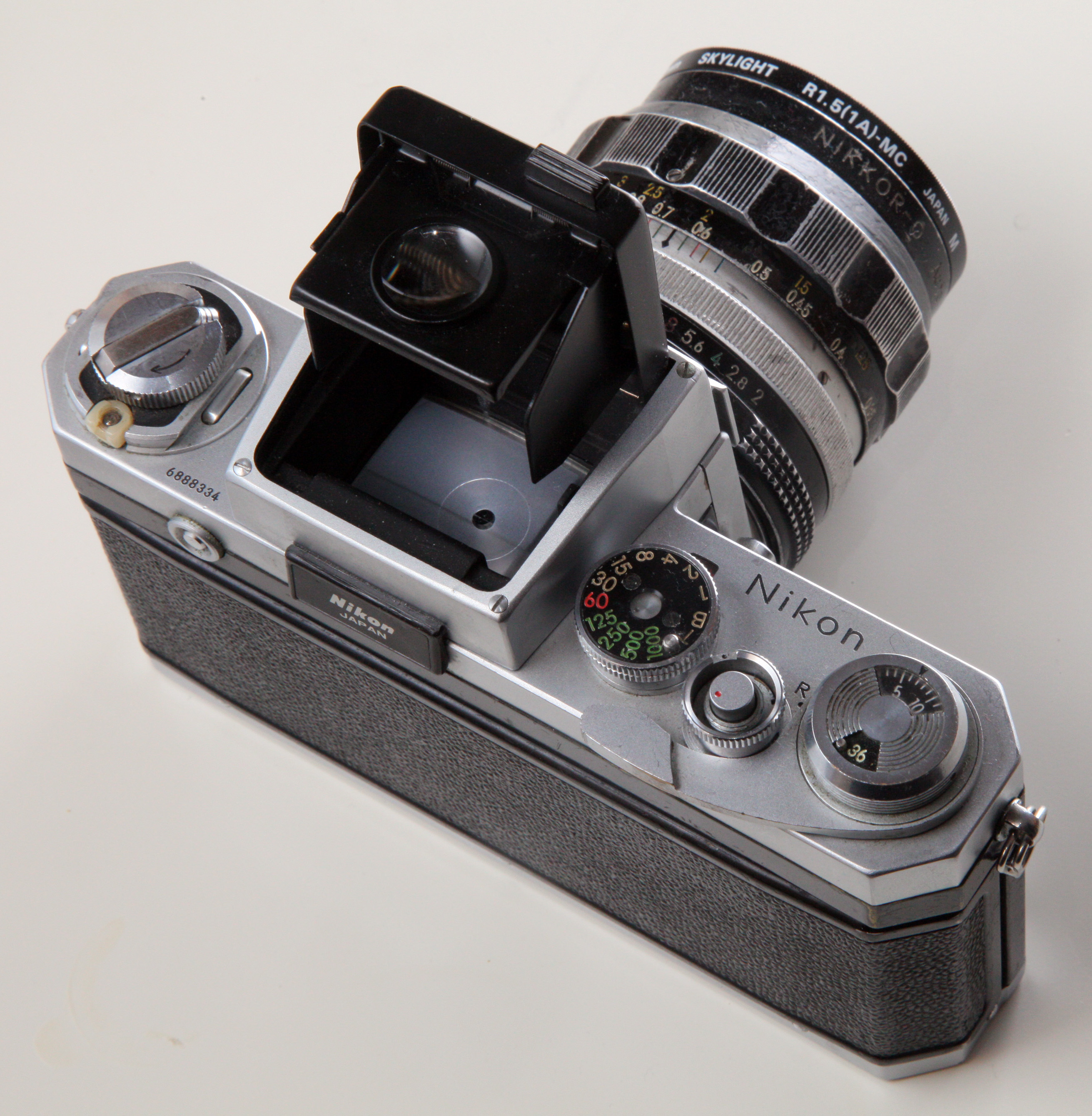
Фотоаппарат с шахтой «тип-II»

Первый приставной экспонометр «модель-I», увидевший свет вместе с Nikon F в 1959 году, был оснащён селеновым фотоэлементом большой площади. Аналогичное устройство имели экспонометры моделей II и III, крепившиеся перед пентапризмой на головку выдержек и не требовавшие элементов питания. Для повышения чувствительности на фотоэлемент мог устанавливаться «бустер». Как и все последующие экспонометры Nikon F, селеновые впервые в мире сопрягались не только с диском выдержек, но и с диафрагмой объектива, обеспечивая полуавтоматическое управление экспозицией. Для этого на кольце диафрагмы всех объективов Nikkor предусматривалась колодка измерительной связи в форме вилки, входившая в зацепление с поводком экспонометра.
Следующий тип экспонометра встраивался в пентапризму Photomic, которую можно было приобрести как отдельно, так и в комплекте с камерой Nikon F Photomic, начиная с 1962 года. Теперь стрелочный гальванометр отображал значение экспозиции не только в окне на верхней крышке, но и в поле зрения видоискателя, позволяя производить замер, не отрываясь от окуляра. Вместо селенового фотоэлемента использован высокочувствительный CdS фоторезистор, расположенный на передней стенке видоискателя. Угол поля зрения сенсора был ограничен линзой, и система измеряла яркость в пределах угла 75° перед камерой, что примерно соответствует охвату объектива с фокусным расстоянием 35 мм. В комплект входили съёмный трубчатый ограничитель поля зрения, сужавший охват до 15°, и «молочный» рассеиватель для измерения по освещённости. Для питания экспонометра в корпусе пентапризмы устанавливались две ртутно-цинковые батарейки, ставшие стандартными для всех последующих экспонометров Nikon F. Начиная с пентапризмы Photomic, все измерительные видоискатели для Nikon F оснащались механизмом дополнительной индикации установленной диафрагмы в окне, расположенном над окуляром.
Появившаяся в 1965 году сменная пентапризма Photomic T с TTL-экспонометром заменила предыдущие типы видоискателей, многократно повысив точность и удобство измерения экспозиции. Фотоаппараты, укомплектованные такой пентапризмой, получили название Nikon F Photomic T. Измерение осуществлялось двумя CdS фоторезисторами, установленными за окулярной гранью пентапризмы, и равномерно охватывало всю площадь кадра, усредняя чувствительность по полю. Увеличенный размер окулярной части видоискателя потребовал доработки посадочного места, и конструкция гнезда была незначительно изменена. Поэтому камеры, выпущенные до 1965 года, без доработки несовместимы с TTL-пентапризмами. Исключение составляют экземпляры с красной точкой перед серийным номером, модернизированные на заводе.
В 1967 году на смену Photomic T пришла модель Photomic Tn, отличавшаяся другим соотношением чувствительности в пределах кадра. Теперь в центральном круге диаметром 12 мм было сосредоточено 60 % чувствительности сенсоров, а остальной кадр в общем измерении занимал 40%. Такое распределение позволило повысить точность измерения контрастных сцен, направляя центральный круг на сюжетно важный объект. Решение оказалось настолько удачным, что впоследствии стало всеобщим стандартом, получив название «центровзвешенный замер».
В 1968 году выпущена последняя пентапризма Photomic FTn, в которой автоматизирован ввод светосилы объектива, исключив её ручную установку на экспонометре при каждой замене оптики. Технология была предварительно отработана в любительском фотоаппарате Nikkormat FTn. Ещё одним новшеством стал механизм индикации выдержки в поле зрения видоискателя, характерный для большинства последующих «Никонов». Цифры, обозначающие выдержку, наносились на прозрачный диск, сопряжённый с диском выдержек. Специальная система линз проецировала эти цифры в дополнительное окно рядом с изображением кадра. Отображение установленного значения диафрагмы перекочевало из окна над окуляром также в поле зрения видоискателя, дополнив информацию о выдержке. Посадочное место под пентапризму на корпусе было вновь незначительно модифицировано, поэтому камеры предыдущих выпусков требуют доработки для установки такого типа видоискателя.
Кроме различных типов пентапризм на фотоаппарат могли устанавливаться шахта и специальный тип призменного видоискателя Action Finder, позволяющий наблюдать полный кадр с расстояния до 40 мм от окуляра большого размера.
Все видоискатели Nikon F механически полностью совместимы с камерами Nikon F2, в то время как для установки пентапризм F2 на корпуса модели F требуется удаление шильдика, закреплённого на камере двумя винтами. Однако в последнем случае экспонометр пентапризмы оказывается неработоспособным, поскольку Nikon F2 предусматривает питание от батареек, располагающихся в корпусе фотоаппарата, тогда как в модели F элементы питания встроены в корпус видоискателя.

## Моторная группа

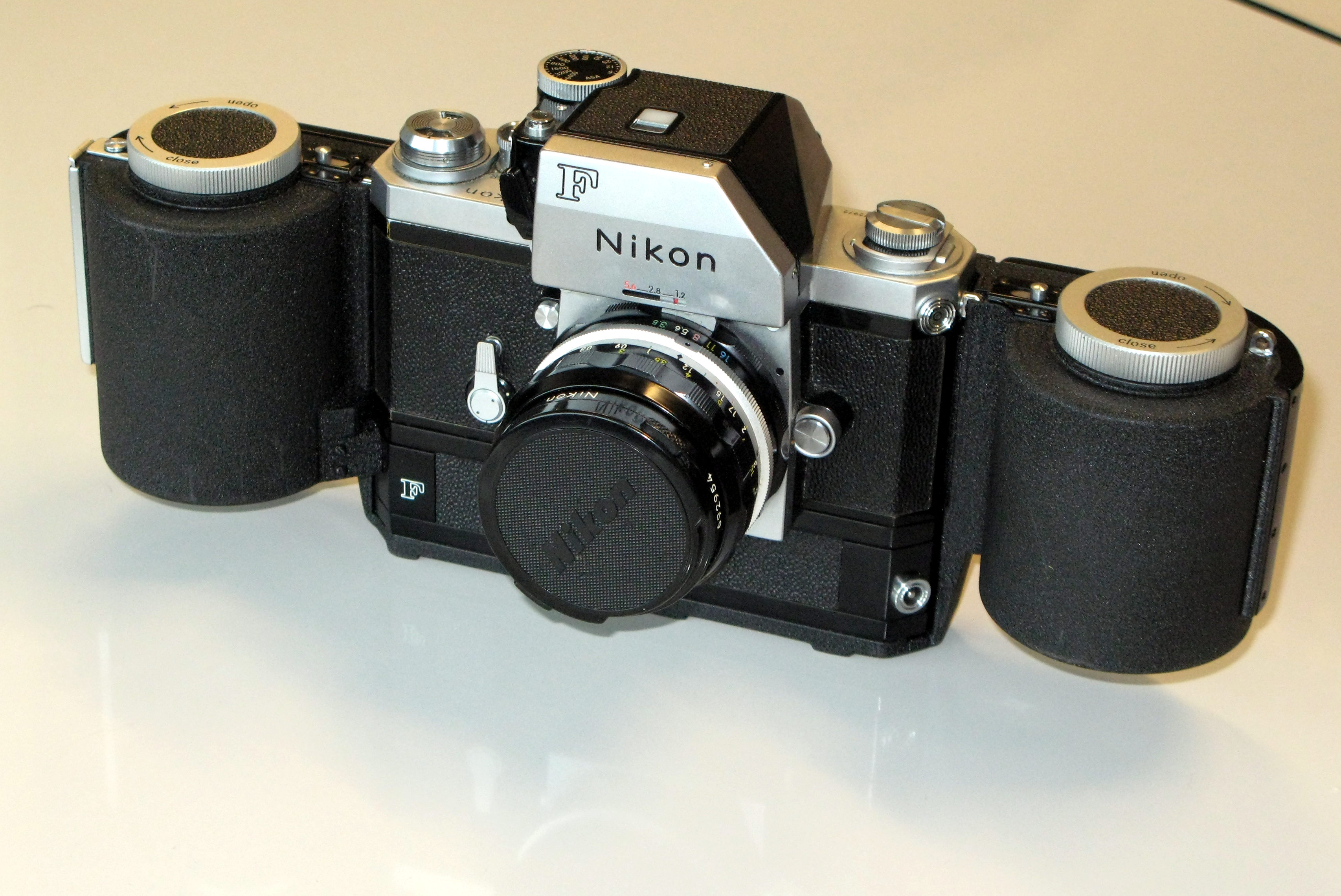
Фотоаппарат «Nikon F Photomic FTn» с приставным электроприводом F250

Nikon F унаследовал конструкцию приставного электропривода от дальномерного предшественника Nikon SP, оснащавшегося съёмной задней крышкой, изготовленной заодно с нижней стенкой. Оба типа моторов F36 и F250 устанавливались вместо штатной задней крышки, и поэтому снабжались прижимным столиком и замком такой же конструкции. Цифра в названии мотора указывает количество кадров, на которое рассчитан сменный задник. F36 рассчитан на стандартный ролик типа-135, а F250 был одновременно кассетой большой ёмкости, вмещавшей до 10 метров плёнки. В комплект F250 входило специальное устройство для намотки. В остальном конструкция приводов аналогична. Оба протягивали плёнку с частотой 3 кадра в секунду (до 4 при поднятом зеркале) и оснащались дополнительным счётчиком кадров, настраиваемым на автоматический останов после съёмки любого кадра. Обратную перемотку плёнки моторы F36 и F250 не выполняли. Максимальную скорость F36 мог развить только со штатными двухцилиндровыми кассетами типа «Contax» с раскрывающейся щелью, унаследованными камерой от дальномерных моделей. 
Кроме электроприводов выпускался пружинный вайндер «Mikami», считающийся в наши дни коллекционной редкостью. Из-за особенностей конструкции большинство моторных приводов поставлялись вместе с камерами, потому что каждый из них синхронизировался на заводе с конкретным экземпляром фотоаппарата. Изначально моторы невзаимозаменяемы и требуют дополнительной механической настройки для установки на «неродной» фотоаппарат. Камеры немоторизованной комплектации требуют замены нижней платы для стыковки с мотором.
Обе модели привода рассчитаны на внешний источник питания, который мог быть приставным, присоединяемым снизу (т. н. «беспроводным»), или выносным с удлинительным проводом. В последнем случае могли использоваться бокс для восьми батарей типа «С» или сетевые адаптеры MA-1 или MA-2. Для дистанционного запуска кроме внешнего батарейного бокса, оснащённого собственной спусковой кнопкой, выпускались удлинительные провода длиной до 10 метров, которые могли соединяться с интервалометром NC-2.
Беспроводная четырёхканальная радиосистема на транзисторах позволяла осуществлять дистанционный запуск на расстоянии до 1 километра.

## Фотовспышки и принадлежности
Особенностью первых трёх поколений профессиональных «зеркалок» Nikon было нестандартное крепление фотовспышки, впервые использованное в Nikon F из-за съёмной пентапризмы. Камеры не оснащались «горячим башмаком» стандарта ISO, а вместо него под рулеткой обратной перемотки располагалось крепление другой конструкции, рассчитанное на «родные» вспышки Nikon. Для них же на этом креплении предусмотрен синхроконтакт. Вспышки других производителей крепились на отдельном кронштейне и соединялись с камерой стандартным разъёмом PC. Кроме того, выпускались переходники Flash Coupler с крепления Nikon на общепринятый «холодный башмак», устанавливаемые над головкой обратной перемотки. С переходником AS-1 на «горячий башмак» ISO:518, выпускавшимся позднее для модели F2, возможно использование большинства современных электронных вспышек в ручном режиме, поскольку фотоаппарат не поддерживает заобъективное измерение импульсного освещения.
Переключателем синхронизации можно выставить четыре возможных момента замыкания синхроконтакта, в том числе для одноразовых фотобаллонов. Значение синхронизации отображается в окне рядом с диском выдержек. Среди принадлежностей кроме электронных вспышек с тиристорным управлением SB-1 и SB-2 были вспышки BC-5 и BC-7, рассчитанные на одноразовые баллоны. Гнездо вспышки BC-7 было универсальным и допускало установку трёх наиболее распространённых типов цоколя фотобаллонов. Одна из первых в Японии кольцевых вспышек для макросъёмки SR-1 также разработана для этой камеры. При использовании неавтоматических вспышек была возможность полуавтоматической установки правильной экспозиции. Для этого с 1969 года выпускался объектив GN Nikkor 2,8/45 с механической связью колец диафрагмы и фокусировки. Специальная шкала ведущих чисел позволяла зафиксировать относительное перемещение этих колец, автоматически обеспечивая правильную диафрагму в зависимости от дистанции.

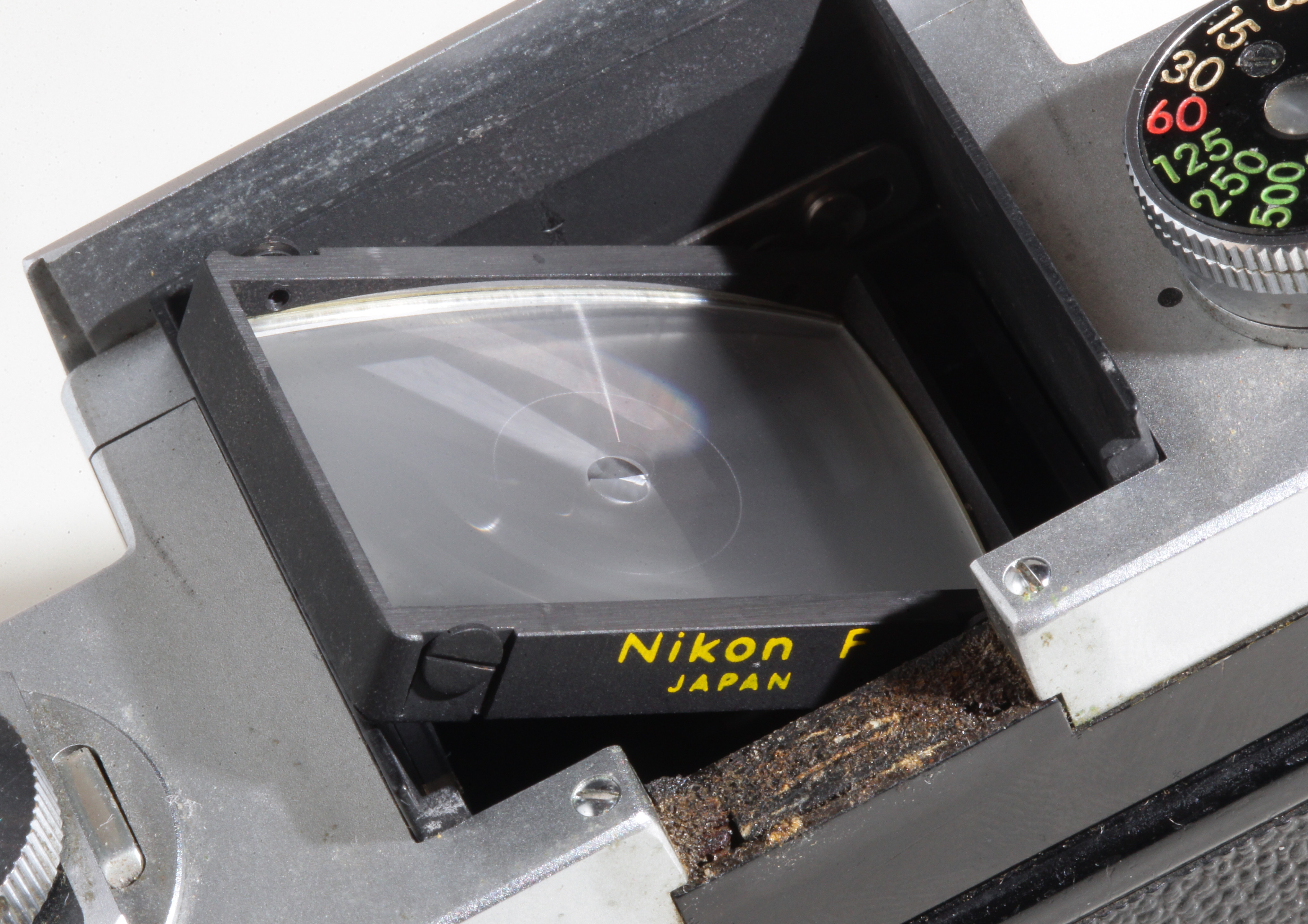
Фокусировочный экран «тип-А» в гнезде фотоаппарата

Спусковая кнопка Nikon F не снабжалась резьбой для спускового тросика, поэтому с фотоаппаратом совместимы только тросики AR-2 и AR-4 собственного стандарта. Для присоединения тросиков стандарта ISO можно установить на кнопку переходник AR-8. Кроме того, компания выпускала удлинитель спусковой кнопки AR-1, повышающий удобство работы с высокими измерительными пентапризмами. Пистолетные рукоятки, снабжённые спусковым тросиком того же стандарта, повышали устойчивость при съёмке тяжёлой длиннофокусной оптикой.
Для работы с комплектами моментальной фотографии кроме задников Polaroid с начала 1960-х годов выпускались приставки-адаптеры Speed Magny 45 и Speed Magny 100 компании «Mikami», позволявшие получать увеличенные снимки при помощи промежуточного объектива. Задники и приставки устанавливались вместо съёмной задней крышки. Съёмка производилась на листовые комплекты серий 550 и 100 с форматом кадра соответственно 10×13 и 8,5×10,8 сантиметров. В отличие от задников Polaroid, дававших снимок размером 24×36 миллиметров, приставки Mikami заполняли кадр комплектов полностью, увеличивая изображение промежуточным объективом EL Nikkor 50/2,8. Модель Speed Magny RF была рассчитана на роликовые моментальные комплекты 40-й серии.
Для Nikon F выпускалось 18 разновидностей фокусировочных экранов. Поскольку экраны Nikon F также используются в модели F2, они могут быть установлены в оба типа фотоаппаратов без ограничений. Всего могут использоваться более 25 типов, включая выпущенные позднее для F2.
Nikon F представлял собой законченную систему, пригодную для решения любых прикладных задач. Одновременно с выходом камеры начат выпуск полного ассортимента фотопринадлежностей, включающего в себя удлинительные кольца, раздвижные меха для макросъёмки, приставку для копирования слайдов, адаптеры для съёмки через микроскоп и телескоп, а также портативную репродукционную установку. Кроме того для большинства объективов выпускались полные наборы светофильтров, бленд и насадочных линз. Для съёмки панорам выпускалась специальная штативная головка AP-2 со шкалой, позволявшей вычислять угол поворота в зависимости от фокусного расстояния объектива.

## Специальные версии
Одной из самых редких разновидностей камеры стали её первые 100 экземпляров, оснащённые затвором с прорезиненными матерчатыми шторками такого же типа, как в дальномерном прототипе Nikon SP. Примерно такую же коллекционную ценность представляет скоростная версия Nikon F High Speed, выпущенная к Мюнхенской Олимпиаде 1972 года. Отличие от обычного фотоаппарата заключалось в возможности серийной съёмки с частотой 7 кадров в секунду при поднятом зеркале. Приставной телескопический видоискатель, закреплявшийся на пентапризме, позволял регулировать поле зрения визира, соответствующее телеобъективам с фокусными расстояниями от 135 до 300 мм. Было выпущено 30 экземпляров такой камеры, а к Олимпиаде 1976 года в Монреале 7 из них переделаны, превратившись в следующую модификацию. Она отличалась полупрозрачным зеркалом, закреплённым неподвижно, как у скоростной версии конкурента Canon F-1, дебютировавшего на предыдущей Олимпиаде со скоростью 9 кадров в секунду. Новый скоростной Nikon F обеспечивал такую же частоту съёмки, но уступал новейшей скоростной версии Canon New F-1, «выстреливавшей» за секунду 14 кадров.

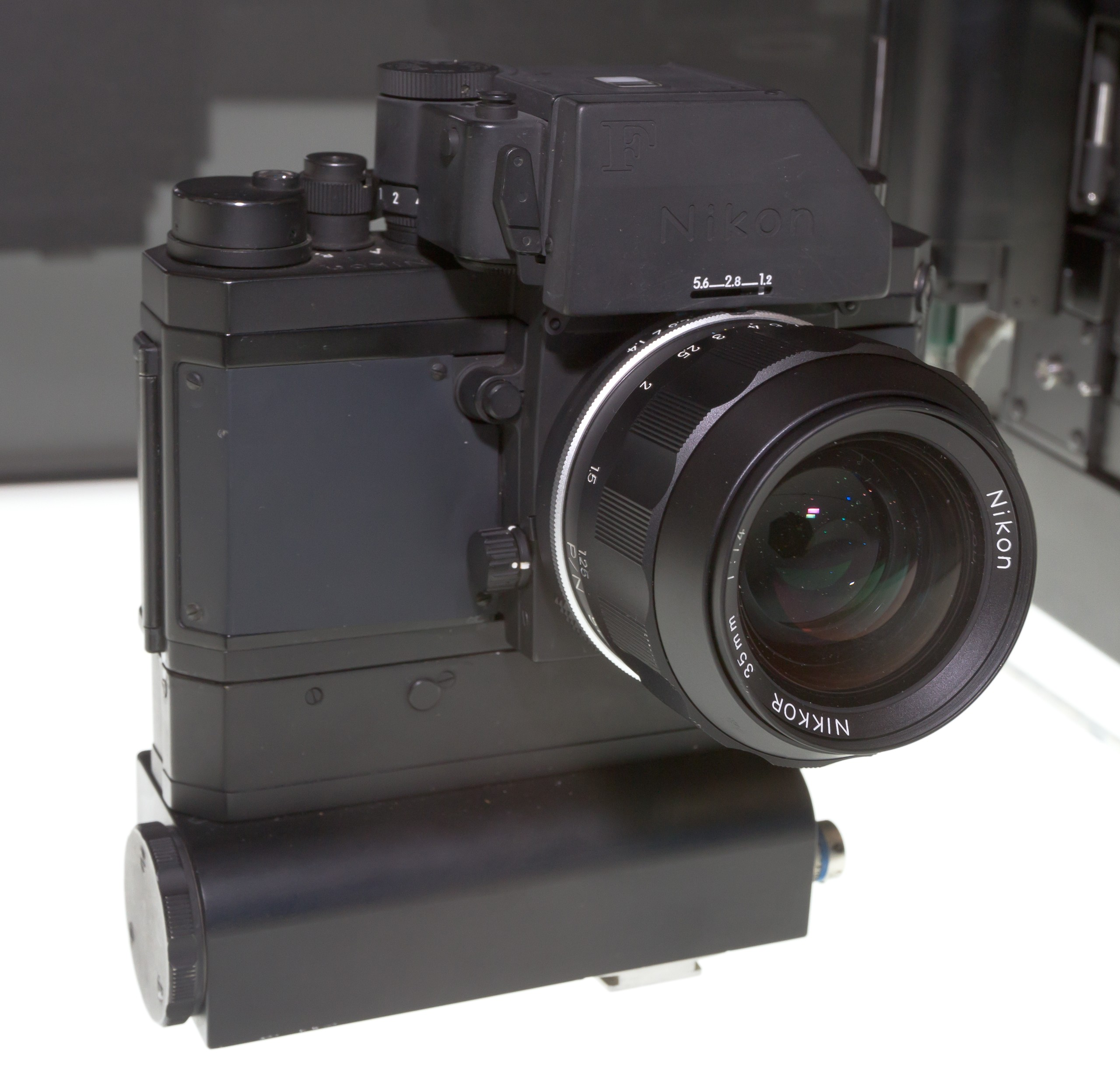
Фотоаппарат «Nikon F NASA», рассчитанный на работу в открытом космосе

Специальная версия Nikon F NASA выпущена для использования в американской лунной программе. Это первая и единственная малоформатная зеркальная камера, летавшая к Луне. Она входила в штатное оснащение орбитального модуля трёх экспедиций, начиная с «Аполлона-15». Космическая версия оснащалась пентапризмой Photomic FTn, которая использовалась для съёмок внутри кабины. Поскольку разработка следующей модели F2 шла параллельно с созданием космической версии Nikon F, в последней также установлена откидная задняя крышка вместо съёмной. Вся конструкция была значительно доработана, прежде всего с учётом недопустимости искрообразования в кислородной атмосфере «Аполлонов». Кожзаменитель исчез с корпуса, окрашенного специальной тёмно-серой эмалью, исключающей блики от Солнца, недопустимо яркие за пределами атмосферы. Все винты снаружи корпуса залиты клеем, сорта которого соответствуют требованиям NASA, а пластмасса заменена металлом.
Кнопки и органы управления увеличены для удобства работы в перчатках скафандра. Кроме того, фильмовый канал приспособлен к более тонким плёнкам на лавсановой подложке, пригодной для использования в вакууме. За счёт толщины плёнки ёмкость стандартных кассет увеличилась вдвое, что потребовало доработки счётчика, размеченного до 72 кадров. Из конструкции камеры исключён автоспуск, а вместо скобы под рулеткой обратной перемотки на большинстве пентапризм установлен стандартный башмак для вспышки. В космической версии не предусмотрено проушин для ремня, бесполезного в невесомости. Вместо этого сзади приклеена липучка для крепления к скафандру или панелям на стенах кабины. Кроме того, снизу предусмотрен специальный быстросъёмный башмак типа «ласточкин хвост». Конструкция моторного привода F36 также переработана с учётом откидной крышки. Несъёмный блок питания рассчитан на специальную Ni-Cd аккумуляторную батарею, исключающую утечку или короткое замыкание. Привод обеспечивает съёмку с частотой до 3 кадров в секунду, а также работу с внешним интервалометром. Впоследствии эта камера использовалась в других космических программах NASA, в том числе для работы в открытом космосе.
Версия Nikon F Apollo, вопреки своему названию, не является космической, она была вариантом обычной камеры с отделкой в стиле новейшей модели F2. Это неофициальное название, используемое в среде коллекционеров, обозначает камеры позднего выпуска, продолжавшегося уже после выхода следующей модели. Иногда встречается название «New F», относящееся к той же разновидности Nikon F.
Для ВМФ США выпускалась версия Nikon F Navy KS-80A, оснащённая мотором F36, пистолетной рукояткой и зум-объективом 43—86/3,5. Подобная вариация под названием Nikon F NATO выпускалась для армейских нужд блока НАТО и окрашивалась в оливковый цвет. Для ВВС США выпускалась камера Nikon F KE-48C. Также была выпущена специальная версия Nikon F Navy Spy с вакуумным прижимом плёнки в фильмовом канале, предназначенная для фотограмметрии. На задней крышке всех военных версий закреплялась дополнительная металлическая табличка с номером военного контракта, серийным номером камеры и обозначением рода войск.
Для использования объективов американского производства Questar, часть фотоаппаратов выпускалась с изменённым механизмом подъёма зеркала, позволявшим осуществлять его фиксацию без спуска затвора, приводящего к потере кадра. Такие камеры выпускались самой корпорацией или переделывались из обычных в мастерских Questar. Внешнее отличие состоит в дополнительной маленькой кнопке, расположенной на передней стенке корпуса над штатным переключателем фиксации зеркала.

## Nikon F в культуре шестидесятых
Распространённость Nikon F в фотожурналистике, где он быстро стал «золотым стандартом», сделала этот фотоаппарат одним из символов шестидесятых годов XX столетия. В романе Роберта Уоллера «Мосты округа Мэдисон» описана камера Nikon F, которую использует фотограф Роберт Кинкейд, а в одноимённом фильме, поставленном на основе книги, снялись три таких фотоаппарата со стандартными пентапризмами и моторами F36. В кинокартине Антониони «Фотоувеличение» главный герой делает снимок, ставший завязкой сюжета, камерой Nikon F.
Кроме этих двух фильмов Nikon F сыграл самого себя в картинах «Апокалипсис сегодня», «Цельнометаллическая оболочка» и многих других. В одном из фильмов советского криминального сериала «Следствие ведут ЗнаТоКи» оперативник фотографирует этой камерой место происшествия. Дебют Nikon F совпал с разгаром войны во Вьетнаме, где фотоаппарат зарекомендовал себя, как самый универсальный и при этом надёжный. В 1968 году он даже спас жизнь известному военному фотожурналисту Дону Маккаллину, остановив автоматную пулю во время съёмки одного из боёв. По примеру компании Leica Camera, выпускавшей специальные фотоаппараты для знаменитых фотографов, таких как Альфред Айзенштадт, Nippon Kogaku вручила свой Nikon F с номером 500 000 военному фотожурналисту Дэвиду Дункану, сделавшему заметный вклад в рост популярности этой камеры.